# Glàndula salival
Les glàndules salivals secreten la saliva, la qual conté enzims que duen a terme la fase inicial de la digestió de l'aliment. Participen en els mecanismes de resposta immunitària innata i adaptativa. Hi ha tres parells de glàndules salivals visibles macroscòpicament en els éssers humans: paròtides, sublinguals i submaxilars. Les anomenades glàndules salivals menors o accessòries només es veuen a nivell microscòpic i poden haver-n'hi entre 600 i 1000 en un individu. L'aplàsia congènita de les glàndules salivals majors i menors és una rara causa d'hiposiàlia. La malaltia de Mikulicz és una condició inflamatòria crònica i habitualment benigna, caracterizada per l'engrandiment pseudotumoral de les glàndules salivals, incloent la paròtide, i de les lacrimals. S'acompanya d'un infiltrat limfoplasmocitari de cèl·lules IgG4 positives en els teixits afectats i elevació sèrica de la immunoglobulina IgG al·lotip 4.

## Glàndules salivals majors
Formen unitats anatòmiques perfectament distingibles i se situen fora de la cavitat oral. El seu parènquima està dividit en lòbuls i lobulets per mitjà de septes de teixit connectiu. Són glàndules túbulo-acinars i, per tant, tenen dues zones: secretora i excretora. La zona secretora pot ser serosa, mucinosa o seromucosa i té cèl·lules mioepitelials que ajuden a impulsar la secreció cap als conductes. La zona excretora és activa, ja que modifica la saliva que passa pels primers conductes: conductes intercal·lars, estriats, intralobulars. Després venen els conductes interlobulars, lobulars, terminals que són els que desemboquen a la cavitat oral. Aquestes glàndules generen diverses aquaporines, un grup de proteïnes de membrana que fa possible la secreció de saliva en resposta a diversos estímuls.

### Glàndula paròtide
La secreció de la glàndula paròtide és serosa. És la més voluminosa i se situa sota el conducte auditiu extern, davant les apòfisis mastoide i estiloide de l'os temporal i darrere la branca ascendent de la mandíbula (a les galtes). El seu conducte excretor, anomenat conducte de Stenon o de Stensen, travessa el múscul buccinador per a desembocar a la mucosa oral a l'alçada del primer o segon molar superior. Els carcinomes primaris d'aquest conducte són raríssims i tenen una gran agressivitat. El nervi facial penetra en l'espessor de la glàndula paròtide i s'hi ramifica en el seu interior. Està envoltada per una aponeurosi anomenada cel·la parotídia. La infecció d'aquesta glàndula per un paramixovirus és la causa de les galteres. Les malformacions arteriovenoses, les malformacions limfàtiques microquístiques causants de símptomes obstructius, els adenomes de cèl·lules basals, els adenomes del ducte estriat, els hidrocistomes apocrins, els quists epidermoides i els queratocistomes de la paròtide són molt poc freqüents. Aproximadament, el 80 per cent de les neoplàsies benignes d'aquesta glàndula són adenomes pleomòrfics. La seva malignització i transformació en un carcinosarcoma de paròtide és un fet poc comú. El 91 per cent dels carcinomes de cèl·lules acinars es desenvolupa en aquesta glàndula. Els carcinomes mucoepidermoides parotidis són els tumors malignes de les glàndules salivals majors més prevalents, mentre que els carcinomes intraductals, la seva variant apocrina de baix grau, els limfomes fol·liculars pediàtrics, els limfomes no hodgkinians primaris, els carcinomes escatosos primaris, els carcinomes oncocítics, els carcinomes mioepitelials originats en un quist dels conductes salivals, els carcinomes anàlegs secretors mamaris, els schwannomes, els tumors fibrosos solitaris, els liposarcomes primaris, els carcinomes neuroendocrins de cèl·lules grans primaris, els sialoblastomes, els angiosarcomes primaris, els adenocarcinomes de cèl·lules basals, els adenocarcinomes polimòrfics de baix grau, els adenocarcinomes quístics papil·lars, els tumors desmoplàstics de cèl·lules petites rodones i els lipoadenomes oncocítics de la paròtide són molt rars. És del tot insòlita la presència concomitant en un mateix individu d'una litiasi salival gegant i d'una neoplàsia parotídia.

### Glàndula submandibular
La secreció de la glàndula submandibular és seromucosa. Per la seva mida mitjana és la que forma major quantitat de saliva (60 per cent). Les cèl·lules seroses es disposen com envoltant les mucoses. Les glàndules seroses són basòfiles i les mucinoses són eosinòfiles. Se situa a la porció lateral de la regió suprahioidal just per sota de l'angle de la mandíbula. Té la cel·la submandibular i es relaciona amb els vasos facials, nervi hipoglòs i nervi lingual. És la glàndula salival que desenvolupa sialolitiasi més sovint. El seu conducte excretor, conducte de Wharton, desemboca a ambdós costats del fre lingual i és molt ric en fibres elàstiques. Té diverses variants anatòmiques. L'atrèsia (imperforació) del conducte de Wharton és una anomalia congènita poc comuna. Els melanomes primaris, les fasciïtis nodulars, els adenomes pleomòrfics gegants, els lipomes ordinaris intraglandulars, els neurilemmomes, els carcinomes de cèl·lules escatoses, els carcinomes ductals salivals, els carcinomes amb mutacions cromosòmiques en el gen NUT, els adenocarcinomes polimòrfics, els limfomes difusos de cèl·lules B grans primaris, els carcinomes epitelials-mioepitelials, els carcinomes del ducte salival, els sarcomes mieloides, els sarcomes sinovials, els cistadenomes papil·lars, els rabdomiomes i els oncocitomes de la glàndula submandibular són neoplàsies molt inhabituals. El trasplantament autòleg parcial d'aquesta glàndula és un mètode microquirúrgic útil per tractar casos greus de queratoconjuntivitis seca. És molt infreqüent el desenvolupament de carcinomatosi peritoneal en un pacient amb un carcinoma mucoepidermoide primari submandibular de grau histològic intermedi i la coexistència de sialolitiasi i actinomicosi en una glàndula submandibular.

### Glàndula sublingual
La secreció de la glàndula sublingual és mucosa. És la més petita i se situa al terra de la boca, per sota la mucosa del solc alveololingual. El seu conducte excretor, que rep el nom de conducte de Bartholin, finalitza a ambdós costats del fre lingual per fora del conducte de Wharton. Les rànules congènites són quists mucosos infreqüents causats per l'obstrucció o ruptura dels ductes d'aquesta glàndula. En adolescents i adults, les rànules sublinguals acostumen a causar molèsties importants que fan necessari el seu tractament quirúrgic. Els adenocarcinomes de cèl·lules en palissada sorgeixen amb freqüència en la glàndula sublingual. El tumor carcinoide típic, el carcinoma adenoide quístic, el carcinoma limfoepitelial, el carcinoma neuroendocrí de cèl·lules petites primari, el limfoma de teixit limfoide associat a les mucoses (limfoma MALT), el carcinoma mucoepidermoide, el carcinoma mucoepidermoide esclerosant i el carcinoma de cèl·lules clares hialinitzant apareixen rares vegades en la glàndula sublingual i l'hemangioendotelioma kaposiforme desenvolupat en ella és un tipus de càncer gairebé excepcional en els adults.

## Glàndules salivals menors
Són glàndules microscòpiques seromucoses, mucinoses o seroses que produeixen el 5 per cent de la saliva. Se situen disperses per tota la mucosa oral (llavis, paladar, parets de la boca i llengua). Secreten saliva contínuament. La seva disfunció és una de les causes de càries dental. La sialolitiasi de les glàndules salivals menors quasi no produeix símptomes clínics, és molt difícil d'identificar en les proves d'imatge mèdica i poques vegades supura o es desenvolupa de manera múltiple a la regió massetèrica. La hiperplàsia adenomatosa de glàndula salival menor és una entitat anatomopatològica benigna d'aspecte tumoral generalment idiopàtica que sol afectar les glàndules menors palatines i, menys comunament, les dels llavis i les del vestíbul lingual. La sialometaplàsia necrotitzant de les glàndules salivals menors és una afecció reactiva autolimitada que es veu en poques ocasions i que clínicament pot semblar una neoplàsia maligna. El tabaquisme crònic, l'abús de l'alcohol, els traumatismes del paladar dur causats per injeccions d'anestèsics locals amb efecte vasoconstrictor, l'aplicació topica de antiinflamatoris no esteroidals com els esprais de flurbiprofèn o la d'agonistes del receptor adrenèrgic β2 com el salbutamol usats per tractar l'asma, els procediments d'intubació oral emprats en anestèsia general, la bulímia nerviosa o les pròtesis dentals mal ajustades són alguns dels factors que contribueixen al seu desenvolupament. Els tumors d'aquestes glàndules, com ara el sialolipoma, l'adenoma canalicular, l'adenoma de cèl·lules basals, l'adenocarcinoma polimòrfic de baix grau, l'adenoma policístic esclerosant amb carcinoma in situ ductal, l'adenocarcinoma mucinós de la mucosa bucal, l'adenocarcinoma cribiforme, el carcinoma sebaci labial, l'adenocarcinoma microsecretor, el tumor de Warthin, el carcinoma intraductal, el carcinoma epitelial/mioepitelial, el limfoma MALT associat a la síndrome de Sjögren, el cistadenoma papil·lar oncocític, el carcinoma de cèl·lules acinars, el carcinoma adenoide quístic, la neoplàsia anàloga al carcinoma mamari secretor o l'adenoma pleomòrfic són força inusuals.

## Histologia
Les cèl·lules mucoses presenten un citoplasma clar, ja que el seu contingut no es tenyeix amb els colorants comuns. Els seus nuclis tenen una morfologia aplanada i es disposen en la part basal de la cèl·lula. El citoplasma de les cèl·lules seroses té molts enzims (amilases i peroxidases) i pèptids (defensines, aglutinines) i es visualitza millor amb les tincions rutinàries. Tenen nuclis arrodonits que ocupen una posició més central que la de les cèl·lules mucoses. Els conductes excretors estan formats per epiteli cúbic, columnar i estratificat en les porcions més properes a la sortida del conducte. Les cèl·lules mioepitelials tenen nuclis i citoplasmes molt aplanats. Els resultats histopatològics de la biòpsia de les glàndules salivals dels llavis són de gran importància a l'hora de diagnosticar casos de síndrome de Sjögren primària, d'hemocromatosi neonatal, de sarcoïdosi del sistema nerviós central i de malaltia per cossos d'inclusió intranuclears neuronals.